# Institut de recherches apicoles
 (août 2017).
L'Institut de recherches apicoles (en russe : Научно-исследовательский институт пчеловодства) est la principale institution de Russie dans le domaine de l'apiculture. Il est situé à Rybnoïe. Cet institut dépendant de l'académie des sciences de Russie.
L'histoire de l'institut commence en 1930.